# Église Sant'Andrea Apostolo dei Gattoli
L'église Sant'Andrea Apostolo dei Gattoli (Saint-André-Apôtre-des-Gattoli) est une église du centre historique de Naples dédiée à l'apôtre saint André. Elle se trouve via San Giovanni in Corte et dépend de l'archidiocèse de Naples.

## Histoire
L'église remonte au XVIe siècle, comme chapelle privée de la famille Gattoli. Elle est agrandie et restaurée au cours des siècles, et en dernier à la fin du XIXe siècle.

## Description

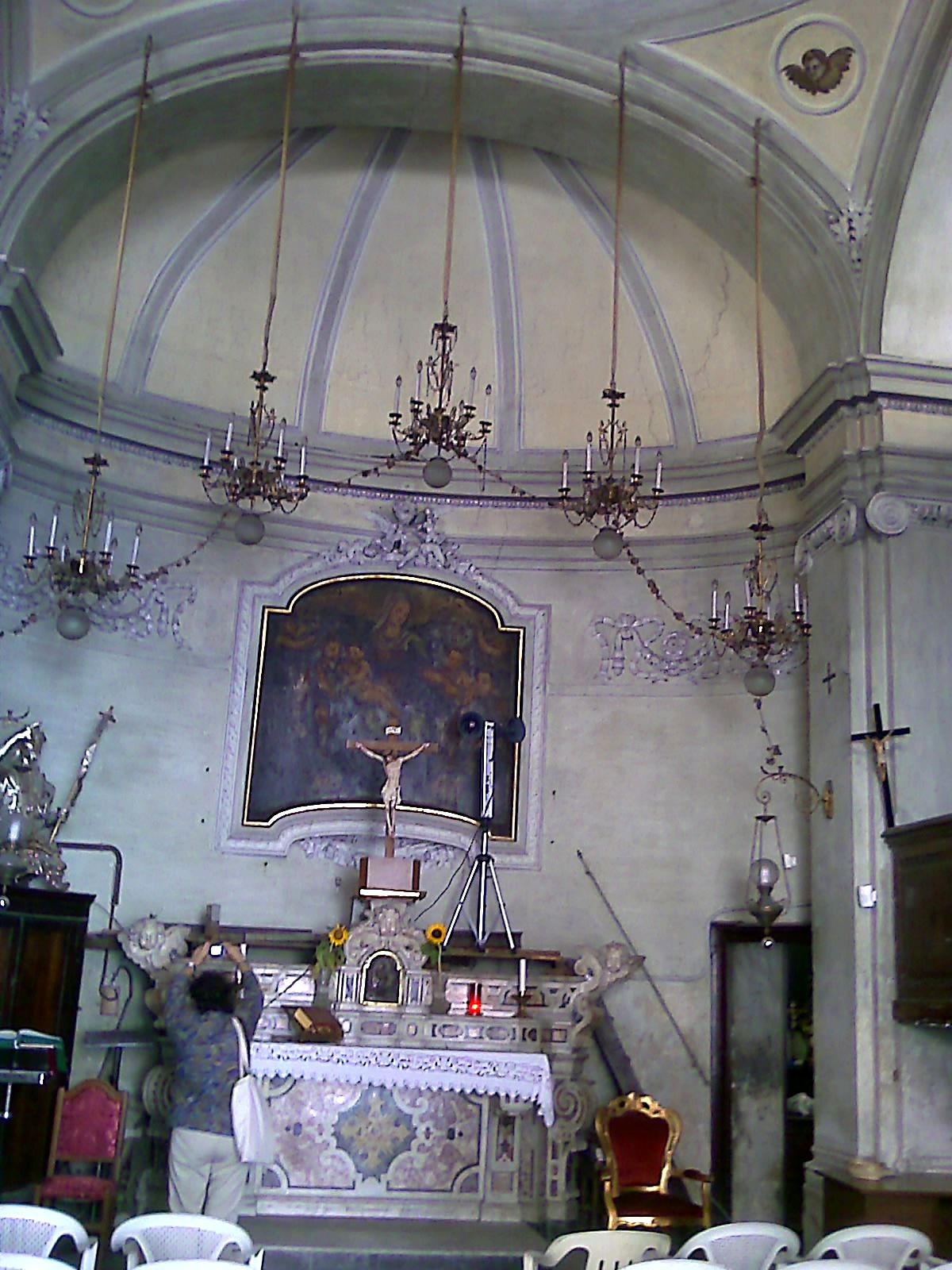
Le chœur avec le maître-autel.

Le portail simple surmonté d'un fronton triangulaire est flanqué de pilastres ioniques. Le second ordre de la façade présente au milieu une grande fenêtre en plein cintre en forme d'arc. Au-dessus, un petit portique tétrastyle forme une loggia.
L'intérieur est de style rococo, mais il reste quelques décorations Renaissance.

## Source de la traduction
- (it) Cet article est partiellement ou en totalité issu de l’article de Wikipédia en italien intitulé « Chiesa di Sant'Andrea Apostolo detta dei Gattoli » (voir la liste des auteurs).